# Athetis beliastis
Athetis beliastis är en fjärilsart som beskrevs av George Francis Hampson. Athetis beliastis ingår i släktet Athetis och familjen nattflyn. Inga underarter finns listade i Catalogue of Life.